# Col de la Loze
Col de la Loze je sedlo v nadmořské výšce 2304 metrů v alpském hřebeni mezi lyžařskými středisky Méribel a Courchevel ve Francii. Název nese dle pomístního označení břidlice, která se pod ním nachází. Na sever pod sedlem leží vesnice La Tania. Přes sedlo vede asfaltová cyklostezka. Je to sedmé nejvyšší silniční sedlo ve Francii.

## Stavby
Na sedlo vedou lyžařské lanovky z jihu a severu. Od nich se rozebíhají v zimě upravované sjezdovky a v létě asfaltové silnice s vyloučením provozu motorových vozidel. Silnice z Courchevelu byla zprovozněna roku 2019 a z Méribelu roku 2020. Na sedle stojí restaurace.
Stavba asfaltové cyklostezky v trase sjezdovky dříve sjízdné jen pro lyžaře a cyklisty na horských kolech, vzbudila u místních obyvatel kontroverze.

## Lyžování
Samotné sedlo, lanovky a sjezdovky v jeho okolí patří do obrovského lyžařského areálu Les Trois Vallées. Jižní a západní svahy jsou součástí menšího skiareálu Méribel - Mottaret, severní a východní svahy náleží ke skiareálu Courchevel.

## Cyklistika
Sedlo Col de la Loze se rychle stalo legendou silniční cyklistiky. Roku 2019 na něm končila klíčová etapa nejvýznamnějšího cyklistického závodu jezdců do 23 let Tour de l'Avenir. V letech 2020 a 2025 na něm končila královská etapa nejvýznamnějšího cyklistického závodu Tour de France.